# Литовчик, Тихон Яковлевич
Тихон Яковлевич Литовчик (17.03.1911, Черниговская область — 31.07.1980) — командир отделения роты автоматчиков 166-го гвардейского стрелкового полка 55-й гвардейской Иркутско-Пинской стрелковой дивизии 28-й армии, гвардии старшина. Один из немногих полных кавалеров ордена Славы, награждённых четырьмя орденами Славы.

## Биография
Родился 17 марта 1911 года в селе Вьюнищи, Сосницкого района Черниговской области Украины, в крестьянской семье. Украинец. В 17 лет пошёл зарабатывать на кусок хлеба. Устроился рабочим дистанции пути Южной железной дороги.
В 1933—1935 годах на действительной военной службе в Красной Армии. По возвращении пошёл работать участковым инспектором Одесского райотдела. Через четыре года его вновь призвали в Красную Армию для участия в советско-финляндской войне 1939—1940 годов.
С июня 1941 года — в боях Великой Отечественной войны. Воевал на Южном, Южном Кавказском, 1-м и 3-м Белорусских и 1-м Украинском фронтах. Был трижды ранен и контужен. Член ВКП/КПСС с 1943 года.
Командир отделения роты автоматчиков 166-го гвардейского стрелкового полка гвардии старший сержант Тихон Литовчик 5 сентября 1944 года в районе польских сёл Ополье, Каменчин, расположенных в тридцати — тридцати пяти километрах северо-восточнее столицы Польши города Варшавы, с вверенным ему подразделением отразил две контратаки неприятеля, уничтожил около тридцати противников. Лично гвардии старший сержант Литовчик истребил до десяти вражеских солдат.
Приказом по 55-й гвардейской Иркутско-Пинской стрелковой дивизии от 27 сентября 1944 года за мужество и отвагу проявленные в боях гвардии старший сержант Литовчик Тихон Яковлевич награждён орденом Славы 3-й степени.
21 января 1945 года командир отделения роты автоматчиков 166-го гвардейского стрелкового полка гвардии старшина Тихон Литовчик вместе с отделением в ожесточённом бою в Восточной Пруссии уничтожил около двух десятков противников.
29 января 1945 года гвардии старшина Тихон Литовчик с подчинёнными успешно переправился через реку Алле в восьми километрах южнее города Фридланд и завязал бой на противоположном берегу, нанеся неприятелю значительный урон в живой силе.
Приказом по 28-й армии от 2 апреля 1945 года за мужество и отвагу проявленные в боях гвардии старшина Литовчик Тихон Яковлевич награждён орденом Славы 2-й степени.
18 марта 1945 года в наступательном бою в районе с. К. Ланк со своим отделением первым ворвался в траншеи и уничтожил 16 солдат противника. 23 марта первым ворвался на занятую врагом высоту, лично из автомата уничтожил 7 противников. 6 апреля командиром 166-го гвардейского стрелкового полка был представлен к награждению орденом Славы 2-й степени. В полк сведения о награждении орденом Славы 2-й степени видимо ещё не поступили и документы прошли все инстанции, а приказ был подписан уже после Победы.
1 мая 1945 года в бою на улицах столицы Германии города Берлина командир отделения автоматчиков гвардии старшина Тихон Литовчик с двумя бойцами скрытно подполз к дзоту и забросал его гранатами. Автоматным огнём он уничтожил около десяти и с бойцами взял в плен четверых противников.
Приказом по 28-й армии от 28 мая 1945 года за мужество и отвагу проявленные в боях гвардии старшина Литовчик Тихон Яковлевич награждён орденом Славы 2-й степени.
Указом Президиума Верховного Совета СССР от 27 июня 1945 года за образцовое выполнение заданий командования в боях с немецко-вражескими захватчиками гвардии старшина Литовчик Тихон Яковлевич награждён орденом Славы 1-й степени, став полным кавалером ордена Славы.
После демобилизации в 1945 году приехал в город Гродно. В декабре 1946 года переехал в Вороновский район Гродненской области Белоруссии, возглавлял районный ДОСААФ. Затем работал председателем Довгяльского сельского Совета, заместителем председателя колхоза «Рассвет», заведующим хозяйством облпсихбольницы в деревне Гайтюнишки.
Жил в селе, посёлке городского типа, Вороново Гродненской области Белоруссии. Скончался 31 июля 1980 года.
Награждён орденами Славы 1-й, 2-й и 3-й степени, медалями, в том числе, двумя «За отвагу» и двумя «За боевые заслуги»
Кавалер ордена Славы трёх степеней Литовчик Т. Я. удостоен звания «Почётный гражданин города Пинска», «Почетный гражданин г.п. Вороново». Его именем названа одна из улиц посёлка городского типа Вороново Гродненской области Белоруссии, на доме, где он жил, установлена мемориальная доска.